# 南沢獅子舞

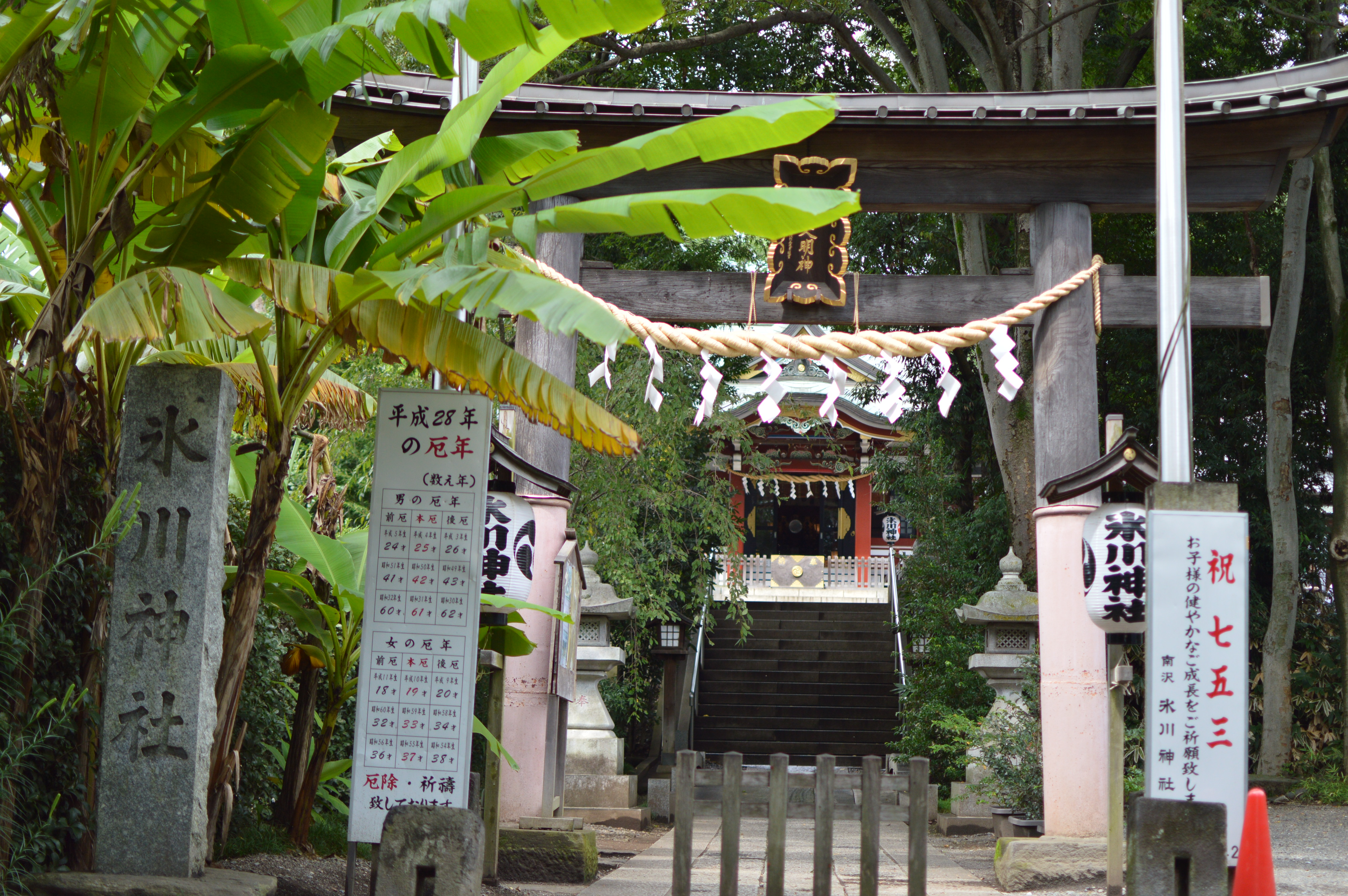
会場の1つ、南沢氷川神社（2016年）

南沢獅子舞（みなみさわししまい）は、東京都東久留米市に伝わる郷土芸能である。

## 概要
江戸時代初期から旧南沢村に伝わる郷土芸能で、かつては村の長男のみに伝えられてきた。伝承によると延宝年間(1673－1681)に伊勢から伝わったと言われ、舞う際の歌にも「此の獅子は伊勢で生れて江戸そだち」と歌われている。五穀豊穣・悪疫退散を祈願し、豊作だった年に行われていた。戦時中に一度途切れたが戦後に復活し、現在では4年に1度行われている。
栗原健人（南沢氷川神社宮司）によると、3匹の獅子舞と万歳が一緒に行われるのは日本国内で2つか3つであるという。その内訳は、東北地方に1つ、関東ではこの南沢獅子舞のみである。
通常の獅子舞に比べて南沢獅子舞はかなり時間が長かったといい、近年は半分くらいの時間になっている。かつては獅子踊りだけでも時間くらい踊り続け、次の日は腰が立たないほどであった。珍しい獅子舞ということで全国からマニアが訪れるようになった。
栗原は後継者の不足を課題として挙げ、「これからも地元での農業を中心とした方がしっかりお守りいただければと思っているところでございます」と述べている。
南沢獅子舞は、1967年（昭和42年）に久留米町の無形民俗文化財に指定された。その後1970年（昭和45年）の市制施行に伴って、改めて1977年（昭和52年）に東久留米市の無形民俗文化財の第1号に指定されている
。

## 歴史
獅子舞が舞う際の歌に「此の獅子は伊勢で生れて江戸そだち」とあり、江戸初期の延宝年間（1673～1680）に伊勢から伝わって来たとされるが、伝播経路を確認できる史料はない。本番用の獅子頭の舌板の裏側に「文化九年壬申年四月彩色」との墨銘があることから、文化9年（1812年）には伝わっていることが推測される。昔は豊年の年の秋祭りとして不定期に行われ、明治時代には毎年行われた時期もあったものの、近年は数年おきとなり、サラリーマンが練習に出られない、昭和天皇の容体を気遣っての自粛などのために、5年間途絶えた時期もあったが、2000年以降は4年に一度開催している。

## 演目次第
演目の稽古は、毎年10月上旬の5日間のみ各部門に分かれて行われる。
獅子舞前日の夜には、多聞寺を会場として「揃い」という全体練習が執り行われる。昼の時間帯に行われる氷川神社と、夜の時間帯に行われる多聞寺では、演目が異なる部分がある。獅子舞は以下の順番で行われる。

### 1、行列と踊り込み
山の神、獅子舞は昼の時間に行われる氷川神社まで、獅子舞は行列をなして向かう。出発は多聞寺で、笛・太鼓のお囃子に合わせて幟、ほら貝などとともに進み、神社に着くとおはらいをして、鳥居前から山の神が先導して踊る。

### 2、太刀
太刀つかいともいう。右手に棒を持った半纏姿の2人が向き合って掛け声とともに力強く打ち合う。その後に太刀で打ち合う。

### 3、世流布
世流布（せいりふ）では「しばらく、しばらく」と言いながら登場する。世流布の口上は、歌舞伎十八番のうち「暫（しばらく）」の真似事であり、氷川神社、多聞寺それぞれで異なる部分がある。

### 4、神楽
神楽ではおかめ、ひょっとこが登場する。向かい合い、笛に合わせて踊る。2人が退場すると、山の神が現れる。

### 5、獅子舞
獅子舞は一人立ちの三頭で、赤の衣装が雌獅子、紺の衣装が中獅子と大獅子。腹に太鼓を付けて舞う。
氷川神社と多聞寺で獅子舞歌が違う。氷川神社「千早振る神の井垣に松を植えて～」多聞寺「朝日さす夕日輝くこの寺は～」

### 6、萬歳
萬歳（まんざい）は多聞寺のみで行われる。太夫と才蔵の2人がコミカルな掛け合いをする。